# Муратов, Георгий Павлович
Георгий Павлович Муратов (15 марта 1942, Горький — 27 мая 2007, Нижний Новгород) — советский и российский хоровой дирижёр, заслуженный деятель искусств РСФСР, профессор.

## Биография
Родился 15 марта 1942 года в Горьком.
В 1956 году окончил хоровую школу мальчиков в Горьковском детском доме музыкально-художественного воспитания детей и поступил в Московскую консерваторию.
В 1965 году он окончил дирижерско-хоровой факультет Московской консерватории, а в 1968 году — факультет оперно-симфонического дирижирования Ленинградской консерватории. Вернулся в Горький, где стал преподавать в Горьковской государственной консерватории. В 1970—1987 годах был главным хормейстером Горьковского государственного академического театра оперы и балета им. А. С. Пушкина.
В 1987—1989 годах — главный дирижёр Красноярского театра оперы и балета; в 1989—1991 годах — главный дирижёр Пермского театра оперы и балета. Указом Президиума Верховного Совета РСФСР от 24 июня 1985 года ему было присвоено звание Заслуженного деятеля искусств РСФСР.
С 1991 года — профессор Нижегородской государственной консерватории, был руководителем хорового класса кафедры хорового дирижирования.
Умер 27 мая 2007 года, похоронен на Бугровском кладбище.
В 2023 году в Нижегородской консерватории состоялся концерт, который его сын Алексей Муратов посвятил памяти отца.